# Autorytet medialny
Autorytet medialny – osoba pojawiająca się w mediach, pełniąca funkcję autorytetu. Została wykreowana do pełnienia określonych funkcji medialnych (uwiarygadniającej i nakłaniającej). Autorytet medialny jest krótkotrwały i sezonowy.

## Etapy kreowania autorytetu medialnego
1. Wybór odpowiedniej osoby, która będzie przedstawiana jako ekspert w jakiejś dziedzinie. Jej umiejętności nie muszą być zweryfikowane naukowo, to odbiorcy mają wierzyć, w to że jej działania są wiarygodne.
2. Przedstawienie go odbiorcom i przyzwyczajanie ich do pełnionej przez niego funkcji medialnej.
3. Budowanie wiarygodności jednostki na zaufaniu i kompetencji w jakiejś dziedzinie.
4. Powiększenie obszaru działań autorytetu. Autorytet zaczyna wypowiadać się także na inne tematy, niezwiązane z zakresem jego wiedzy eksperckiej.
5. Proces zanikania, który spowodowany jest wykonaniem przez osobę zadania, do którego została medialnie powołana. Często jest także spowodowany utratą jej wiarygodności[1].